# Maxwell Batista da Silva
Maxwell Batista da Silva, mais conhecido com Maxwell (Camacan-BA, 23 de Outubro de 1989) é um futebolista brasileiro que atua como lateral-esquerdo. Foi campeão brasileiro em 2009 com a camisa do Flamengo com o nome de Jorbison. Porém, no começo 2012, quando voltava de empréstimo do Duque de Caxias, revelou a um diretor do Flamengo ser gato, e rescindiu seu contrato com o clube rubro-negro. Atualmente, joga pelo Sergipe.

## Carreira

### Artsul
O jovem chegou ao Flamengo em 2006, após ter defendido o time do Artsul em meados de 2006 pelo infantil. Se destacou e despertou o interesse do Flamengo, que o levou para Gávea em 2007.

### Flamengo
O baiano Jorbison, teve uma ascensão meteórica no Flamengo. Depois de ter boas atuações na categoria juvenil, o jogador passou rapidamente pelos juniores, onde disputou a Copa São Paulo e o Campeonato Carioca de Juniores de 2008, e foi promovido em 2009, após ter feito belas partidas pelo Juniores daquele ano, condicionando ao time profissional para ser o reserva imediato de Juan na lateral-esquerda.
Jorbison sempre foi tido como uma grande promessas nas divisões de base do Flamengo. subiu para os profissionais em 2009. Estreou nos profissionais do Flamengo no empate em 2 x 2 com o São Paulo, no dia 12 de Julho, entrando no 2º tempo pelo Campeonato Brasileiro de 2009. Na campanha vitoriosa da equipe rubro-negra no Brasileirão-2009, ele chegou a disputar três partidas.
O jogador foi tratado como um diamante a ser lapidado na equipe profissional do Rubro-Negro. O então vice-presidente de futebol do clube, Kleber Leite, afirmou que Jorbison têm todas as condições para assumir a lateral do Flamengo em alguns anos e irá se tornar um grande jogador. Ainda menor de idade, o lateral foi muito bem acolhido pelo grupo rubro-negro.

### Duque de Caxias
Em maio de 2011 foi emprestado para o Duque de Caxias - pelo qual disputou a Série B do Brasileirão.

### Retorno de Empréstimo ao Flamengo
No início de janeiro de 2012, um diretor do Flamengo recebeu uma informação surpreendente. O lateral-esquerdo Jorbison, que retornava de empréstimo ao Duque de Caxias, se apresentou na Gávea com uma revelação:
| “ | "Eu me converti, preciso me batizar e não posso mais mentir. Sou gato. Meu nome é Maxwell, e não Jorbison." | ” |

Adulteração de nome e idade
| - Dados na inscrição do jogador: Nome: Jorbison Reis dos Santos Data de Nascimento: 30 de Dezembro de 1991 |  | - Dados verdadeiros: Nome: Maxwell Batista da Silva Data de Nascimento: 23 de outubro de 1989 |

Após a revelação, o atleta teve o seu contrato rescindido com o Flamengo. A rescisão do contrato foi publicada no Boletim Informativo Diário da CBF (BID) no dia 13 de janeiro de 2012.

### Outros Clubes
Quatro dia depois da rescisão com o rubro-negro carioca, Jorbison, agora com seu nome de batismo teve um outro registro aparecendo no BID da CBF. No dia 17 de janeiro, o BID publicou o contrato de Maxwell Batista da Silva, inscrição 401435, com o Sport Club Corinthians Alagoano com duração de três anos. Detalhe: o contrato foi assinado em 12/1/2012, um dia antes da rescisão com o Flamengo. Ou seja, um dia antes de Jorbison deixar de existir futebolisticamente, Maxwell já havia "nascido".
Depois, ele jogou no Colorado-PR e no Guaratinguetá-SP, antes de chegar ao Desportiva-ES.

### Seleção Brasileira Sub-20
Em 2010, Jorbison foi convocado para a Seleção Brasileira Sub-20 que ficou com o vice-campeonato do Torneio Internacional de Punta del Este, no Uruguai.

## Estatísticas
Até 31 de maio de 2011.

### Clubes
| Clube             | Temporada         | Campeonato nacional | Campeonato nacional | Copa nacional[a] | Copa nacional[a] | Competições continentais[b] | Competições continentais[b] | Outros torneios[c] | Outros torneios[c] | Total | Total |
| Clube             | Temporada         | Jogos               | Gols                | Jogos            | Gols             | Jogos                       | Gols                        | Jogos              | Gols               | Jogos | Gols  |
| ----------------- | ----------------- | ------------------- | ------------------- | ---------------- | ---------------- | --------------------------- | --------------------------- | ------------------ | ------------------ | ----- | ----- |
| Flamengo          | 2009              | 3                   | 0                   | —                | —                | —                           | —                           | —                  | —                  | 3     | 0     |
| Flamengo          | 2010              | 0                   | 0                   | —                | —                | —                           | —                           | 0                  | 0                  | 0     | 0     |
| Flamengo          | 2011              | —                   | —                   | 0                | 0                | —                           | —                           | 0                  | 0                  | 0     | 0     |
| Flamengo          | Total             | 3                   | 0                   | 0                | 0                | —                           | —                           | 0                  | 0                  | 3     | 0     |
| Duque de Caxias   | 2011              | 0                   | 0                   | —                | —                | —                           | —                           | —                  | —                  | 0     | 0     |
| Duque de Caxias   | Total             | 0                   | 0                   | —                | —                | —                           | —                           | —                  | —                  | 0     | 0     |
| Total na carreira | Total na carreira | 3                   | 0                   | 0                | 0                | 0                           | 0                           | 0                  | 0                  | 3     | 0     |

- a. ^ Jogos da Copa do Brasil
- b. ^ Jogos da Copa Sul-Americana
- c. ^ Jogos do Campeonato Carioca

## Títulos
Flamengo
- Troféu João Saldanha: 2009
- Campeonato Brasileiro: 2009